# 前林大厅
前林大厅，是位于中国福建省宁德市蕉城区七都镇大厅村坊下坪的一个清代古建筑，2013年10月入选蕉城区第七批文物保护单位。
前林大厅始建于明朝成化年间，清朝重建，民国19年（1930年）重修，占地面积2415平方米。